# Madonna-dalok feldolgozásainak listája
Ez a szócikk Madonna dalainak feldolgozásait sorolja fel, mely valószínűleg soha nem lesz teljes. 
A lista azokat a dalokat tartalmazza, melyeket más művészek feldolgoztak, vagy előadtak,illetve némelyikük slágerlistás helyezést is elért.
Azok a dalok, melyeket maga Madonna dolgozott fel, nem szerepelnek a listában. Mint például a "Fever" című dal melynek az eredeti előadója Little Willie John, és az "American Pie" melyet eredetileg Don McLean adott elő.
  Jelöli a Madonnával kapcsolatos tribute albumokat, vagy egyéb tribute-okat.
  Jelöli a slágerlistás dalokat.

## Lista
| Előadó                          |                                 | Származási ország                     | Év                 | Dal                                    | Megjelenés                                                                             | Megjegyzés(ek) |
| ------------------------------- | ------------------------------- | ------------------------------------- | ------------------ | -------------------------------------- | -------------------------------------------------------------------------------------- | -------------- |
| 2NE1                            |                                 | Dél-Korea                             | 2012               | "Like a Virgin"                        | Collection                                                                             | [ 1 ]          |
| Adam Lambert                    |                                 | Egyesült Államok                      | 2012               | "Ray of Light"                         | VH1 Divas                                                                              | [ 2 ]          |
| Adam Lambert                    | "Into the Groove"               | Egyesült Államok                      | 2012               |                                        | VH1 Divas                                                                              | [ 2 ]          |
| Adam Pally                      |                                 | Egyesült Államok                      | 2012               | "Like a Prayer"                        | Happy Endings epizód "Négy esküvő és egy temetés (Minusz három esküvő és egy temetés)" | [ 3 ]          |
| Adeva                           |                                 | Egyesült Államok                      | 2000               | "Rescue Me"                            | Virgin Voices 2000: Tisztelgés Madonna előtt                                           | [ 4 ]          |
| A Flock of Seagulls             |                                 | Egyesült Államok                      | 2000               | "This Used to Be My Playground"        | Virgin Voices 2000: Tisztelgés Madonna előtt                                           | [ 4 ]          |
| Alex Greenwald                  |                                 | Egyesült Államok                      | 1999               | "Dress You Up"                         | For Gap's "Everybody in Vests" TV commercial                                           | [ 5 ]          |
| Alexandra Stan                  |                                 | Románia                               | 2017               | "Like a Virgin"                        | −                                                                                      | [ 6 ] [ 7 ]    |
| Alizée                          |                                 | Franciaország                         | 2003 · 2008        | "La Isla Bonita"                       | Előadóművészek 2003-ban, és a Psychédélices (2008)                                     | [ 8 ]          |
| All Saints                      |                                 | Egyesült Királyság                    | 2016               | "Like a Prayer"                        | BBC Radio 2: A 80-as évek hangjai 2. (2016)                                            | [ 9 ]          |
| Amber Riley                     |                                 | Egyesült Államok                      | 2010               | "Express Yourself"                     | Glee: A zene és Madonna hatalma                                                        | [ 10 ]         |
| Amber Riley                     | "Vogue"                         | Egyesült Államok                      | 2010               |                                        | Glee: A zene és Madonna hatalma                                                        | [ 10 ]         |
| Amber Riley                     | "Like a Prayer"                 | Egyesült Államok                      | 2010               |                                        | Glee: A zene és Madonna hatalma                                                        | [ 10 ]         |
| Amber Riley                     | "4 Minutes"                     | Egyesült Államok                      | 2010               |                                        | Glee: A zene és Madonna hatalma                                                        | [ 10 ]         |
| Annabella Lwin                  |                                 | Mianmar                               | 1999               | "Like a Virgin"                        | Virgin Voices: Tisztelgés Madonna előtt, Vol. 1                                        | [ 11 ]         |
| Apollo Heights                  |                                 | Egyesült Államok                      | 2007               | "Dress You Up"                         | Through the Wilderness: Tribute to Madonna                                             | [ 12 ]         |
| Ariel Pink                      |                                 | Egyesült Államok                      | 2007               | "Everybody"                            | A vadon keresztül: Tisztelgés Madonna előtt                                            | [ 12 ]         |
| Ashleigh Murray                 |                                 | Egyesült Államok                      | 2019               | "Sooner or Later"                      | Riverdale (3. évad) (Eredeti televíziós filmzene), Epizód: "46 fejezet" A vörös dália  | [ 13 ]         |
| Bebi Dol                        |                                 | Szerbia                               | 1995               | "Take a Bow" (Like "Pokloni Se...")    | Ritam Srca                                                                             | [ 14 ]         |
| Berlin                          |                                 | Egyesült Államok                      | 1999               | "Live to Tell"                         | Virgin Voices: Tisztelgés Madonna előtt vol. 1.                                        | [ 11 ]         |
| Beth Ditto                      |                                 | Egyesült Államok                      | 2011               | "Vogue"                                | A moszkvai Miller-partin                                                               | [ 15 ] [ 16 ]  |
| Bigod 20                        |                                 | Németország                           | 2000               | "Like a Prayer"                        | Virgin Voices 2000: Tisztelgés Madonna előtt                                           | [ 4 ]          |
| Bill Frisell                    |                                 | Egyesült Államok                      | 1992               | "Live to Tell"                         | Have a Little Faith                                                                    | [ 17 ]         |
| Boy George                      |                                 | Egyesült Királyság                    | 1999               | "Bad Girl"                             | Virgin Voices: Tisztelgés Madonna előtt vol. 1.                                        | [ 11 ]         |
| Britney Spears                  |                                 | Egyesült Államok                      | 1999               | "Material Girl"                        | Előadás a "Baby One More Time" turnén.                                                 | [ 18 ]         |
| Britney Spears                  |                                 | Egyesült Államok                      | 1999               | "Vogue"                                | Előadás a "Baby One More Time" turnén.                                                 | [ 16 ]         |
| Britney Spears                  |                                 | Egyesült Államok                      | 2011               | "Burning Up"                           | Előadóművészek a Femme Fatale Turnén                                                   | [ 19 ] [ 20 ]  |
| Carol Welsman                   |                                 | Kanada                                | 2007               | "Live to Tell"                         | Carol Welsman                                                                          | [ 21 ]         |
| Chapin Sisters                  |                                 | Egyesült Államok                      | 2007               | "Borderline"                           | A vadonon keresztül: Tisztelgés Madonna előtt                                          | [ 12 ]         |
| Cory Monteith                   |                                 | Kanada                                | 2010               | "Borderline/Open Your Heart"           | Glee: A zene, és Madonna hatalma                                                       | [ 10 ]         |
| Cory Monteith                   | "Like a Virgin"                 | Kanada                                | 2010               |                                        | Glee: A zene, és Madonna hatalma                                                       | [ 10 ]         |
| Cory Monteith                   | "What It Feels Like for a Girl" | Kanada                                | 2010               |                                        | Glee: A zene, és Madonna hatalma                                                       | [ 10 ]         |
| Cory Monteith                   | "Like a Prayer"                 | Kanada                                | 2010               |                                        | Glee: A zene, és Madonna hatalma                                                       | [ 10 ]         |
| Chris Cantada (Sponge Cola)     |                                 | Fülöp-szigetek                        | 2004               | "Material Girl"                        | New Horizon                                                                            | [ 22 ]         |
| Chris Colfer                    |                                 | Egyesült Államok                      | 2010               | "Vogue"                                | Glee: A zene, és Madonna hatalma                                                       | [ 10 ]         |
| Chris Colfer                    | "4 Minutes"                     | Egyesült Államok                      | 2010               |                                        | Glee: A zene, és Madonna hatalma                                                       | [ 10 ]         |
| Chris Colfer                    | "What It Feels Like for a Girl" | Egyesült Államok                      | 2010               |                                        | Glee: A zene, és Madonna hatalma                                                       | [ 10 ]         |
| Chris Colfer                    | "Like a Prayer"                 | Egyesült Államok                      | 2010               |                                        | Glee: A zene, és Madonna hatalma                                                       | [ 10 ]         |
| Chris Colfer                    |                                 | Egyesült Államok                      | 2012               | "I'll Remember"                        | Glee: A zene, és a Graduation Album                                                    | [ 23 ]         |
| Chris Colfer                    |                                 | Egyesült Államok                      | 2013               | "Into the Groove"                      | Bábmester 5. epizód                                                                    |                |
| Cristina Scuccia                |                                 | Olaszország                           | 2014               | "Like a Virgin"                        | Olaszország hangjai                                                                    | [ 24 ]         |
| Counting Crows                  |                                 | Egyesült Államok                      | 2003 / 2009        | "Borderline"                           | Előadás a Royal Albert Hallban, 2003-ban.                                              | [ 25 ]         |
| CJ Crew                         |                                 | –                                     | 2001               | "Music"                                | Dancemania Speed 6                                                                     | [ 26 ]         |
| D.D.T.                          |                                 | Egyesült Államok                      | 1993               | "Vogue"                                | Shut Up Kitty: A Cyber-Based feldolgozások, és válogatások                             | [ 27 ]         |
| Dale Bozzio                     |                                 | Egyesült Államok                      | 2000               | "Into the Groove"                      | Virgin Voices 2000: Tisztelgés Madonna előtt                                           | [ 4 ]          |
| Danni Carlos                    |                                 | Egyesült Államok                      | 2005               | "Secret"                               | Rock 'n' Road Egész éjjel                                                              | [ 28 ]         |
| Darren Criss                    |                                 | Egyesült Államok                      | 2012               | "Fashion's Night Out 2012 PSA "        | Rock 'n' Road Egész éjjel                                                              | [ 29 ]         |
| Dead or Alive                   |                                 | Egyesült Királyság                    | 1999               | "Why's It So Hard"                     | Virgin Voices: Tisztelgés Madonna előtt vol. 1.                                        | [ 11 ]         |
| De Alpenzusjes                  |                                 | Hollandia                             | 2019               | "Like a Prayer"                        | YouTube                                                                                | [ 30 ]         |
| Drop Nineteens                  |                                 | Egyesült Államok                      | 1992               | "Angel"                                | Delaware                                                                               |                |
| Dianna Agron                    |                                 | Egyesült Államok                      | 2010               | "Express Yourself"                     | Glee: A zene, és Madonna hatalma                                                       | [ 10 ]         |
| Doda                            |                                 | Lengyelország                         | 2008               | "Like a Virgin"                        | Gyémánt k*rva (reedition)                                                              | [ 31 ]         |
| Duffy                           |                                 | Egyesült Királyság                    | 2006               | "Borderline"                           | Radio 1 "Nagy hétvége"                                                                 | [ 32 ]         |
| Elton John                      |                                 | Egyesült Királyság                    | 2010               | "Like a Virgin"                        | Az "Esőerdőkért" koncert                                                               | [ 33 ]         |
| Elton John                      | "Material Girl"                 | Egyesült Királyság                    | 2010               |                                        | Az "Esőerdőkért" koncert                                                               | [ 33 ]         |
| Eva Mattes                      |                                 | Németország                           | 2006               | "Who’s That Girl"                      | A szerelem nyelve                                                                      | [ 34 ]         |
| Front Line Assembly             |                                 | Kanada                                | 1999               | "Justify My Love"                      | Virgin Voices: Tisztelgés Madonna előtt vol. 1.                                        | [ 11 ]         |
| Gene Loves Jezebel              |                                 | Egyesült Királyság                    | 2000               | "Frozen"                               | Virgin Voices 2000: Tisztelgés Madonna előtt                                           | [ 4 ]          |
| Giant Drag                      |                                 | Egyesült Államok                      | 2007               | "Oh Father"                            | Through the Wilderness: Tribute to Madonna                                             | [ 12 ]         |
| Girl Authority                  |                                 | Egyesült Államok                      | 2007               | "Holiday"                              | Road Trip                                                                              | [ 35 ]         |
| Girls Under Glass               |                                 | Németország                           | 2001               | "Frozen"                               | Frozen EP                                                                              | [ 36 ]         |
| Gretchen                        |                                 | Brazília                              | 2012               | "Justify My Love"                      | Internet                                                                               | [ 37 ]         |
| Groove Armada                   |                                 | Egyesült Királyság                    | 2007               | "Material Girl"                        | Radio 1 Alapítva: 1967                                                                 | [ 38 ]         |
| Heaven 17                       |                                 | Egyesült Királyság                    | 1999               | "Holiday"                              | Virgin Voices: Tisztelgés Madonna előtt vol. 1.                                        | [ 11 ]         |
| Hilary Duff                     |                                 | Egyesült Államok                      | 2006               | "Material Girl"                        | In Material Girls                                                                      | [ 39 ]         |
| Isadar                          |                                 | Egyesült Államok                      | 2006               | "Burning Up"                           | Scratching The Surface: Vol 2 Elektro hangminta                                        | [ 40 ]         |
| Isadar                          |                                 | Egyesült Államok                      | 2007               | "Get Together"                         | LiFe v.2.o                                                                             | [ 41 ]         |
| Information Society             |                                 | Egyesült Államok                      | 1999               | "Express Yourself"                     | Virgin Voices: Tisztelgés Madonna előtt vol. 1.                                        | [ 11 ]         |
| Jane Lynch                      |                                 | Egyesült Államok                      | 2010               | "Vogue"                                | Glee: A zene, és Madonna hatalma                                                       | [ 10 ]         |
| Jason Thompson                  |                                 | Kanada                                | 1999               | "Dress You Up"                         | For Gap's "Everybody in Vests" TV műsor                                                | [ 5 ]          |
| Jayma Mays                      |                                 | Egyesült Államok                      | 2010               | "Like a Virgin"                        | Glee: A zene, és Madonna hatalma                                                       | [ 10 ]         |
| Jaurim                          |                                 | Dél-Korea                             | 2005               | "Take a Bow"                           | The Youth Admiration                                                                   | [ 42 ]         |
| Jeremy Jay                      |                                 | Egyesült Államok                      | 2007               | "Into the Groove"                      | Through the Wilderness: Tribute to Madonna                                             | [ 12 ]         |
| Jeff Scott Soto                 |                                 | Egyesült Államok                      | 1998               | "Frozen"                               | Truth                                                                                  | [ 43 ]         |
| Jody Watley                     |                                 | Egyesült Államok                      | 2006               | "Borderline"                           | Az átalakítás                                                                          | [ 44 ]         |
| Jonathan Wilson                 |                                 | Egyesült Államok                      | 2007               | "La Isla Bonita"                       | A vadonon keresztül: Tisztelgés Madonna előtt                                          | [ 12 ]         |
| Jonathan Groff                  |                                 | Egyesült Államok                      | 2010               | "Express Yourself"                     | Glee: A zene, és Madonna hatalma                                                       | [ 10 ]         |
| Jonathan Groff                  | "Like a Virgin"                 | Egyesült Államok                      | 2010               |                                        | Glee: A zene, és Madonna hatalma                                                       | [ 10 ]         |
| Jonathan Groff                  | "Like a Prayer"                 | Egyesült Államok                      | 2010               |                                        | Glee: A zene, és Madonna hatalma                                                       | [ 10 ]         |
| Jonny Beauchamp                 |                                 | Egyesült Államok                      | 2020               | "Material Girl"                        | Katy Keene: 1. évad (Eredeti televíziós filmzene), Első fejezet: Egyszer New Yorkban.  | [ 45 ]         |
| John Wesley Harding             |                                 | Egyesült Királyság                    | 1989               | "Like a Prayer"                        | God Made Me Do It: The Christmas EP                                                    | [ 46 ]         |
| JoJo                            |                                 | Egyesült Államok                      | 2012               | "Like a Virgin"                        | Élő fellépés a LACMAban a Harvard Westlake Szervezetért.                               | [ 47 ]         |
| Kelly Clarkson                  |                                 | Egyesült Államok                      | 2002               | "Express Yourself"                     | Audition from first season of American Idol                                            | [ 48 ]         |
| Kelly Clarkson                  |                                 | Egyesült Államok                      | 2012               | "Material Girl"                        | Performer show in Stronger Tour                                                        | [ 49 ]         |
| Kelly Llorenna                  |                                 | Egyesült Királyság                    | 2008 · 2009        | "Dress You Up"                         | From the Screen to Your Stereo Part II                                                 | [ 50 ]         |
| Kelly Osbourne                  |                                 | Egyesült Királyság                    | 2002               | "Papa Don't Preach"                    | Soundtrack for program The Osbournes                                                   | [ 51 ]         |
| Kylie Minogue                   |                                 | Ausztrália                            | 2006 · 2007 · 2009 | "Vogue"                                | Előadások: Showgirl: The Homecoming Tour és For You, for Me                            | [ 16 ] [ 52 ]  |
| KMFDM                           |                                 | Németország                           | 1999               | "Material Girl"                        | Virgin Voices: Tisztelgés Madonna előtt vol. 1.                                        | [ 11 ]         |
| Lacuna Coil                     |                                 | Olaszország                           | 2016               | "Live to Tell"                         | Bonus track from Delirium                                                              |                |
| Labrinth                        |                                 | Egyesült Királyság                    | 2016               | "Frozen"                               | Billboard Women in Music 2016                                                          | [ 53 ]         |
| Labrinth                        | "Like a Prayer"                 | Egyesült Királyság                    | 2016               |                                        | Billboard Women in Music 2016                                                          | [ 53 ]         |
| Lana Del Ray                    |                                 | Egyesült Államok                      | 2018               | "You Must Love Me"                     | Andrew Lloyd Webber Unmasked: The Platinum Collection                                  |                |
| Lavender Diamond                |                                 | Egyesült Államok                      | 2007               | "Like a Prayer"                        | Through the Wilderness: Tribute to Madonna                                             | [ 12 ]         |
| Lea Michele                     |                                 | Egyesült Államok                      | 2010               | "Express Yourself"                     | Glee: The Music, The Power of Madonna                                                  | [ 10 ]         |
| Lea Michele                     | "Borderline/Open Your Heart"    | Egyesült Államok                      | 2010               |                                        | Glee: The Music, The Power of Madonna                                                  | [ 10 ]         |
| Lea Michele                     | "Like a Virgin"                 | Egyesült Államok                      | 2010               |                                        | Glee: The Music, The Power of Madonna                                                  | [ 10 ]         |
| Lea Michele                     | "Like a Prayer"                 | Egyesült Államok                      | 2010               |                                        | Glee: The Music, The Power of Madonna                                                  | [ 10 ]         |
| Lea Michele                     |                                 | Egyesült Államok                      | 2013               | "Into the Groove"                      | Puppet Master episode, season 5                                                        |                |
| Lee S feat. Danielle            |                                 |                                       | 2005               | "Open Your Heart"                      | "Floorfillers 4"                                                                       |                |
| Lion of Panjshir                |                                 |                                       | 2007               | "Crazy for You"                        | Through the Wilderness: Tribute to Madonna                                             | [ 12 ]         |
| Loleatta Holloway               |                                 | Egyesült Államok                      | 1999               | "Like a Prayer"                        | Virgin Voices: Tisztelgés Madonna előtt vol. 1.                                        | [ 11 ]         |
| Loop Guru                       |                                 | Egyesült Királyság                    | 2000               | "Cherish"                              | Virgin Voices 2000: Tisztelgés Madonna előtt                                           | [ 4 ]          |
| Lucrezia                        |                                 | Olaszország                           | 2001               | "Live to Tell"                         | Logic Pride, Vol. 4                                                                    | [ 54 ] [ 55 ]  |
| Mad'House                       |                                 | Hollandia · Franciaország             | 2002               | "Like a Prayer"                        | Teljesen őrült ±                                                                       | [ 56 ]         |
| Mad'House                       | "Holiday"                       | Hollandia · Franciaország             | 2002               |                                        | Teljesen őrült ±                                                                       | [ 56 ]         |
| Mad'House                       | "Into the Groove"               | Hollandia · Franciaország             | 2002               |                                        | Teljesen őrült ±                                                                       | [ 56 ]         |
| Mad'House                       | "La Isla Bonita"                | Hollandia · Franciaország             | 2002               |                                        | Teljesen őrült ±                                                                       | [ 56 ]         |
| Mad'House                       | "Like a Virgin"                 | Hollandia · Franciaország             | 2002               |                                        | Teljesen őrült ±                                                                       | [ 56 ]         |
| Mad'House                       | "Vogue"                         | Hollandia · Franciaország             | 2002               |                                        | Teljesen őrült ±                                                                       | [ 56 ]         |
| Mad'House                       | "Borderline"                    | Hollandia · Franciaország             | 2002               |                                        | Teljesen őrült ±                                                                       | [ 56 ]         |
| Mad'House                       | "Open Your Heart"               | Hollandia · Franciaország             | 2002               |                                        | Teljesen őrült ±                                                                       | [ 56 ]         |
| Mad'House                       | "Papa Don't Preach"             | Hollandia · Franciaország             | 2002               |                                        | Teljesen őrült ±                                                                       | [ 56 ]         |
| Mad'House                       | "Be Yourself"                   | Hollandia · Franciaország             | 2002               |                                        | Teljesen őrült ±                                                                       | [ 56 ]         |
| Mad'House                       | "Everybody"                     | Hollandia · Franciaország             | 2002               |                                        | Teljesen őrült ±                                                                       | [ 56 ]         |
| Mad'House                       | "Frozen"                        | Hollandia · Franciaország             | 2002               |                                        | Teljesen őrült ±                                                                       | [ 56 ]         |
| Mad'House                       | "Like a Prayer"                 | Hollandia · Franciaország             | 2002               |                                        | Teljesen őrült ±                                                                       | [ 56 ]         |
| Mad'House                       | "Like a Prayer"                 | Hollandia · Franciaország             | 2002               |                                        | Teljesen őrült ±                                                                       | [ 56 ]         |
| Mad'House                       | "Holiday"                       | Hollandia · Franciaország             | 2002               |                                        | Teljesen őrült ±                                                                       | [ 56 ]         |
| Magic Wands                     |                                 | Egyesült Államok                      | 2012               | "Burning Up"                           | Aloha Moon                                                                             | [ 57 ]         |
| Mark Pistel                     |                                 | Egyesült Államok                      | 2000               | "Deeper and Deeper"                    | Virgin Voices 2000: Tisztelgés Madonna előtt                                           | [ 4 ]          |
| Mark Salling                    |                                 | Egyesült Államok                      | 2010               | "What It Feels Like for a Girl"        | Glee: A zene, és Madonna hatalma                                                       | [ 10 ]         |
| Matthew Morrison                |                                 | Egyesült Államok                      | 2010               | "Like a Virgin"                        | Glee: A zene, és Madonna hatalma                                                       | [ 10 ]         |
| Max Bemis                       |                                 | Egyesült Államok                      | 2007               | "Material Girl"                        | From the Screen to Your Stereo Part II                                                 | [ 58 ]         |
| Mephisto Walz                   |                                 | Egyesült Államok                      | 2000               | "Skin"                                 | Virgin Voices 2000: Tisztelgés Madonna előtt                                           | [ 4 ]          |
| Mina                            |                                 | Olaszország                           | 1988               | "Into the Groove"                      | Ridi pagliaccio                                                                        | [ 59 ]         |
| Mötley Crüe                     |                                 | Egyesült Államok                      | 2019               | "Like a Virgin"                        | The Dirt Soundtrack                                                                    | [ 60 ]         |
| MYMP                            |                                 | Fülöp-szigetek                        | 2006               | "Material Girl"                        | New Horizon                                                                            | [ 61 ] [ 62 ]  |
| My Vitriol                      |                                 | Egyesült Királyság                    | 2001               | "Oh Father"                            | Finelines                                                                              | [ 63 ]         |
| Naya Rivera                     |                                 | Egyesült Államok                      | 2010               | "Express Yourself"                     | Glee: A zene, és Madonna hatalma                                                       | [ 10 ]         |
| Naya Rivera                     | "Like a Virgin"                 | Egyesült Államok                      | 2010               |                                        | Glee: A zene, és Madonna hatalma                                                       | [ 10 ]         |
| Natasha Bedingfield             |                                 | Egyesült Királyság                    | 2007               | "Ray of Light"                         | Radio 1 Alapítva: 1967                                                                 | [ 64 ]         |
| New Found Glory                 |                                 | Egyesült Államok                      | 2007               | "Crazy for You"                        | From the Screen to Your Stereo Part II                                                 | [ 58 ]         |
| Nelly Furtado                   |                                 | Kanada                                | 2012               | "Like a Prayer"                        | Előadás a The Spirit Indestructible Tour turnén.                                       | [ 65 ]         |
| Nivek Ogre                      |                                 | Kanada                                | 2000               | "Borderline"                           | Virgin Voices 2000: A Tribute to Madonna                                               | [ 4 ]          |
| Ofra Haza                       |                                 | Izrael                                | 2000               | "Open Your Heart"                      | Virgin Voices 2000: Tisztelgés Madonna előtt                                           | [ 4 ]          |
| Out of Your Mouth               |                                 | Kanada                                | 2005               | "Music"                                | Draghdad                                                                               | [ 66 ]         |
| Peppermint Creeps               |                                 | Egyesült Államok                      | 2007               | "Cherish"                              | Cover Up                                                                               | [ 67 ]         |
| Quentin Elias                   |                                 | Franciaország                         | 1998               | "Holiday"                              | Élő előadások                                                                          | [ 68 ] [ 69 ]  |
| Quentin Elias                   | "La Isla Bonita"                | Franciaország                         | 1998               |                                        | Élő előadások                                                                          | [ 68 ] [ 69 ]  |
| Rashida Jones                   |                                 | Egyesült Államok                      | 1999               | "Dress You Up"                         | For Gap's "Everybody in Vests" TV commercial                                           | [ 5 ]          |
| Reel Big Fish                   |                                 | Egyesült Államok                      | 2007               | "Dress You Up"                         | Duet All Night Long                                                                    | [ 70 ]         |
| Renato Russo                    |                                 | Brazília                              | 1994               | "Cherish"                              | The Stonewall Celebration koncert                                                      | [ 71 ]         |
| Richard Cheese                  |                                 | Egyesült Államok                      | 2004               | "Material Girl"                        | I'd Like a Virgin                                                                      | [ 72 ]         |
| Rihanna                         |                                 | Barbados                              | 2008               | "Vogue"                                | Élő előadás a 2008-as Fashion Rocks gálán, és online.                                  | [ 16 ] [ 73 ]  |
| Royal Philharmonic Orchestra    |                                 | Egyesült Királyság                    | 1998               | "True Blue"                            | Material Girl: RPO Plays Music of Madonna                                              | [ 74 ]         |
| Royal Philharmonic Orchestra    | "La Isla Bonita"                | Egyesült Királyság                    | 1998               |                                        | Material Girl: RPO Plays Music of Madonna                                              | [ 74 ]         |
| Royal Philharmonic Orchestra    | "Papa Don't Preach"             | Egyesült Királyság                    | 1998               |                                        | Material Girl: RPO Plays Music of Madonna                                              | [ 74 ]         |
| Royal Philharmonic Orchestra    | "Like a Prayer"                 | Egyesült Királyság                    | 1998               |                                        | Material Girl: RPO Plays Music of Madonna                                              | [ 74 ]         |
| Royal Philharmonic Orchestra    | "Crazy for You"                 | Egyesült Királyság                    | 1998               |                                        | Material Girl: RPO Plays Music of Madonna                                              | [ 74 ]         |
| Royal Philharmonic Orchestra    | "This Used to Be My Playground" | Egyesült Királyság                    | 1998               |                                        | Material Girl: RPO Plays Music of Madonna                                              | [ 74 ]         |
| Royal Philharmonic Orchestra    | "Borderline"                    | Egyesült Királyság                    | 1998               |                                        | Material Girl: RPO Plays Music of Madonna                                              | [ 74 ]         |
| Royal Philharmonic Orchestra    | "Into the Groove"               | Egyesült Királyság                    | 1998               |                                        | Material Girl: RPO Plays Music of Madonna                                              | [ 74 ]         |
| Royal Philharmonic Orchestra    | "Like a Virgin"                 | Egyesült Királyság                    | 1998               |                                        | Material Girl: RPO Plays Music of Madonna                                              | [ 74 ]         |
| Royal Philharmonic Orchestra    | "Holiday"                       | Egyesült Királyság                    | 1998               |                                        | Material Girl: RPO Plays Music of Madonna                                              | [ 74 ]         |
| Royal Philharmonic Orchestra    | "Material Girl"                 | Egyesült Királyság                    | 1998               |                                        | Material Girl: RPO Plays Music of Madonna                                              | [ 74 ]         |
| Royal Philharmonic Orchestra    | "Who’s That Girl"               | Egyesült Királyság                    | 1998               |                                        | Material Girl: RPO Plays Music of Madonna                                              | [ 74 ]         |
| Rufio                           |                                 | Egyesült Államok                      | 2002               | "Like a Prayer"                        | Punk Goes Pop                                                                          | [ 75 ]         |
| Samantha Fox                    |                                 | Egyesült Királyság                    | 2015               | "La Isla Bonita"                       | dal                                                                                    | [ 76 ]         |
| Sentidos Opuestos               |                                 | Mexikó                                | 2000               | "One More Chance"                      | Movimiento Perpetuo                                                                    | [ 77 ]         |
| Sia                             |                                 | Ausztrália                            | 2010               | "Oh Father"                            | We Are Born                                                                            | [ 78 ]         |
| Siddhartha                      |                                 | Egyesült Államok                      | 2007               | "Holiday"                              | A vadonon keresztül: Tisztelgés Madonna előtt                                          | [ 12 ]         |
| Stardeath and White Dwarfs      |                                 | Egyesült Államok                      | 2009               | "Borderline"                           | Covered, A Revolution in Sound                                                         | [ 79 ]         |
| Sitti                           |                                 | Fülöp-szigetek                        | 2007               | "Take a Bow"                           | My Bossa Nova                                                                          | [ 80 ]         |
| Switchblade Symphony            |                                 | Egyesült Államok                      | 2000               | "Lucky Star"                           | Virgin Voices 2000: A Tribute to Madonna                                               | [ 4 ]          |
| Shakira                         |                                 | Kolumbia                              | 1990               | "Material Girl"                        | Audition                                                                               | [ 81 ]         |
| Showoff                         |                                 | Egyesült Államok                      | 2002               | "Lucky Star"                           | Punk Goes Pop                                                                          | [ 75 ]         |
| Sonic Youth (as Ciccone Youth)  |                                 | Egyesült Államok                      | 1986               | "Into the Groove"                      | The Whitey Album                                                                       | [ 82 ]         |
| Superbus                        |                                 | Franciaország                         | 2002               | "Into the Groove"                      | Aéromusical                                                                            | [ 83 ]         |
| Susan Boyle                     |                                 | Skócia                                | 2008               | "You'll See"                           | I Dreamed a Dream                                                                      | [ 84 ]         |
| Talisman                        |                                 | Svédország                            | 1998               | "Frozen"                               | Truth                                                                                  | [ 43 ]         |
| Teenage Fanclub                 |                                 | Skócia                                | 1991               | "Like a Virgin"                        | The King                                                                               | [ 85 ]         |
| The Countdown Singers           |                                 |                                       | 1999               | "Who’s That Girl"                      | Hit Parade of 80’s, Vol. 2                                                             | [ 86 ]         |
| The Flaming Lips                |                                 | Egyesült Államok                      | 2009               | "Borderline"                           | Covered, A Revolution in Sound                                                         | [ 79 ]         |
| The Lords of the New Church     |                                 | Egyesült Államok · Egyesült Királyság | 1985               | "Like a Virgin"                        | Killer Lords                                                                           | [ 87 ]         |
| The Medic Droid                 |                                 | Egyesült Államok                      | 2008               | "Into the Groove"                      | Whats Your Medium                                                                      | [ 88 ]         |
| Theresa Andersson               |                                 | Egyesült Államok                      | 2006               | "Borderline"                           | Theresa Andersson EP                                                                   | [ 89 ]         |
| Twilight Guardians              |                                 | Finnország                            | 2006               | "La Isla Bonita"                       | SinTrade                                                                               | [ 90 ]         |
| Trisha Yearwood                 |                                 | Egyesült Államok                      | 2007               | "Take a Bow"                           | CMT's Crossroads                                                                       | [ 91 ]         |
| Thy Disease                     |                                 | Lengyelország                         | 2001               | "Frozen"                               | Devilsh Act of Creation                                                                | [ 92 ]         |
| Virgin                          |                                 | Lengyelország                         | 2002               | "Material Girl"                        | Virgin                                                                                 | [ 93 ]         |
| Wendy Sulca                     |                                 | Peru                                  | 2012               | "Like a Virgin"                        | YouTube                                                                                | [ 94 ]         |
| Yuridia                         |                                 | Mexikó                                | 2009               | "Material Girl"                        | Performer in National Auditorium of Mexico City                                        | [ 95 ]         |
| Zolof the Rock & Roll Destroyer |                                 | Egyesült Államok                      | 2007               | "Dress You Up" (Like "Ode to Madonna") | Duet All Night Long                                                                    | [ 97 ]         |

## Slágerlistás feldolgozások
| "Like a Prayer"                                                       | 2002 | —  | —  | 1  | —  | 2  | 2  | 5   | 1  | —  | 1  | 2  | 3   | Mad'House (from Absolutely Mad)                        |
| "Holiday"                                                             | 2002 | —  | —  | 19 | —  | 15 | 17 | 10  | 23 | —  | 19 | 18 | 24  | Mad'House (from Absolutely Mad)                        |
| "Like a Virgin"                                                       | 2002 | —  | —  | 55 | —  | 31 | 56 | 55  | 67 | —  | —  | 98 | —   | Mad'House (from Absolutely Mad)                        |
| "Papa Don't Preach"                                                   | 2002 | 74 | 3  | –  | —  | —  | 64 | —   | 24 | 40 | —  | 65 | 3   | Kelly Osbourne (from Shut Up)                          |
| "Papa Don't Preach"                                                   | 2010 | —  | —  | —  | —  | —  | —  | —   | —  | —  | —  | —  | 81  | Glee cast (from Glee: The Music, The Power of Madonna) |
| "Express Yourself"                                                    | 2010 | —  | —  | —  | —  | —  | —  | —   | —  | —  | —  | —  | 132 | Glee cast (from Glee: The Music, The Power of Madonna) |
| "Borderline / Open Your Heart"                                        | 2010 | 78 | —  | —  | 74 | —  | —  | —   | —  | —  | —  | —  | 66  | Glee cast (from Glee: The Music, The Power of Madonna) |
| "Vogue"                                                               | 2010 | —  | —  | —  | —  | —  | —  | —   | —  | —  | —  | —  | 106 | Glee cast (from Glee: The Music, The Power of Madonna) |
| "Like a Virgin"                                                       | 2010 | 87 | 99 | —  | 83 | —  | —  | —   | —  | —  | 47 | —  | 58  | Glee cast (from Glee: The Music, The Power of Madonna) |
| "4 Minutes"                                                           | 2010 | 89 | —  | —  | 70 | —  | —  | —   | —  | —  | 32 | —  | 42  | Glee cast (from Glee: The Music, The Power of Madonna) |
| "What It Feels Like for a Girl"                                       | 2010 | —  | —  | —  | —  | —  | —  | —   | —  | —  | —  | —  | 125 | Glee cast (from Glee: The Music, The Power of Madonna) |
| "Like a Prayer"                                                       | 2010 | 27 | 28 | —  | 27 | —  | —  | —   | —  | —  | 2  | —  | 16  | Glee cast (from Glee: The Music, The Power of Madonna) |
| "La Isla Bonita"                                                      | 2012 | 99 | —  | —  | 93 | —  | —  | —   | —  | —  | —  | —  | 152 | Glee cast with Ricky Martin (in "The Spanish Teacher") |
| "Like a Virgin"                                                       | 2014 | —  | —  | —  | —  | —  | —  | 185 | —  | —  | —  | —  | —   | Cristina Scuccia (from Sister Cristina)                |
| "—" nem volt slágerlistás helyezés, vagy nem jelent meg az országban. |      |    |    |    |    |    |    |     |    |    |    |    |     |                                                        |